# Edo (stato)
L'Edo è uno Stato situato nella Nigeria meridionale; confina a nord con il Kogi, a sud e a ovest con il Delta e l'Ondo.

## Storia
Attorno al XV e XVI secolo nell'area compresa nell'odierno Edo e Delta si sviluppò un regno africano: il regno del Benin. Esso era governato dall'"Oba di Benin" che aveva il compito di amministrare e difendere la zona. Dopo aver sviluppato un esercito, molti abitanti sostennero che il servizio militare fosse una perdita di tempo, dato che non era ancora servito a nulla; perciò si dedicarono all'arte e alla religione progredendo in questi ambiti. L'Oba diventò un capo più tollerante e incoraggiante verso le arti, ma questo fatto indebolì i guerrieri che pian piano smisero di occuparsi della difesa del regno.
Agli inizi la nuova situazione non nuoceva più di tanto ai beninesi che, al contrario, sviluppavano sempre più il loro sapere e la loro cultura. Ma quando i colonizzatori europei giunsero in Africa separarono dal regno la provincia di Warri, diminuendo notevolmente il potere dell'Oba; quindi, rendendosi conto che il regno non aveva grosse difese, conquistarono e distrussero il mitico Regno di Benin, che, attorno al 1890, non ebbe più seguito.
Attualmente l'Edo è uno Stato della federazione nigeriana.

## Popolazione
La religione più diffusa è quella cristiana seguita da quella islamica, seppur siano rimasti diversi culti animisti ispirati al cerimoniale antico praticato nello Stato.
Le etnie predominanti sono gli Esan e i Bini e la popolazione conta 3 497 502 unità.
Il presidente è Comrade Adams Oshiomhole dell'Action Congress da quando la Corte d'appello lo ha dichiarato vincente sul candidato del Peoples Democratic Party Oserheimen Osunbor, accusato di aver falsificato i risultati elettorali delle elezioni del 20 marzo 2008 a suo favore.

## Suddivisioni
Lo stato di Edo  è suddiviso in diciotto aree a governo locale (local government areas):
- Akoko-Edo
- Egor
- Esan North East
- Esan Central
- Esan South East
- Esan West
- Etsako Central
- Etsako East
- Etsako West
- Igueben
- Ikpoba-Okha
- Oredo
- Orhionmwon
- Ovia North East
- Ovia South West
- Owan East
- Owan West
- Uhunmwonde